# Autonomia (diritto)
L'autonomia, in diritto, indica la possibilità di svolgere le proprie funzioni e/o incarichi senza interferenze o condizionamenti da parte di altri soggetti o gruppi esterni.
Nel caso della magistratura si riferisce al non bisogno di altri organi per svolgere il proprio lavoro, e tutte le funzioni (compreso il controllo e le sanzioni) vengono svolte dallo stesso organo. Ciò è stato necessario per garantire la neutralità più assoluta nello svolgimento del proprio compito istituzionale.